# Berremo un pesce insieme
Berremo un pesce insieme (We Will Drink a Fish Together...) è un racconto di fantascienza del 1995 scritto da Bill Johnson.
Come molte opere dell'autore il racconto è influenzato dalle sue origini nel South Dakota.
Nel 1998 il racconto ha vinto il Premio Hugo e l'Asimov's Reader Poll Award, nel 1997 era stato candidato al Premio Nebula. 

## Storia editoriale
Fu pubblicato per la prima volta nel numero del maggio 1997 della rivista Asimov's Science Fiction ed è stato ristampato in diverse antologie di fantascienza, tra queste: The Year's Best Science Fiction: Fifteenth Annual Collection del 1998 a cura di Gardner Dozois e la raccolta di opere di Bill Johnson, Dakota Dreamin del 1999.
La traduzione in italiano di Enzo Verrengia fu pubblicata nel novembre 1999 nell'antologia I Premi Hugo 1995-1998, volume n. 33 della collana Grandi Opere Nord.

## Trama
Tony, il narratore della storia, è un agente governativo assegnato alla sicurezza di un ambasciatore alieno che si chiama Primo (Foremost) e assomiglia a un ghiottone; Tony, per salvare l'ambasciatore, era stato colpito da una pallottola, solo il giubbotto antiproiettile gli aveva salvato la vita.
L'ambasciatore è arrivato con un'astronave e sta conducendo dei negoziati poiché gli alieni vogliono delle tecnologie e un gruppo di umani da aggregare al loro equipaggio
Tony proviene da Summit, un paesino tra le colline del Dakota, quando gli viene negato il permesso di tornarvi per assistere ad un funerale, si dimette perché si tratta delle esequie di Sam, un membro della sua "stirpe".
Il concetto di "stirpe" è molto importante per Tony: è diverso dalla famiglia, Sam una volta aveva detto a Tony <<La prima cosa che devi capire è che i tipi di pianura potrebbero apparire come noi, potrebbero sembrare uno di noi, potrebbero anche essere imparentati con noi, ma non la pensano come noi ... I tipi di pianura si considerano individui e il loro metro di giudizio è il lavoro. Noi siamo diversi, per noi la famiglia è più importante dei parenti, i parenti sono più importanti della stirpe, la stirpe è più importante di qualsiasi estraneo, e tutto è più importante del lavoro.>>
L'idea di "stirpe" sembra sia familiare anche agli alieni: l'ambasciatore, dopo che Tony l'aveva salvato, gli aveva detto: <<Nella mia stirpe, ora è scritto il tuo nome>>, Tony aveva accettato spiegando che la cosa non era reciproca: <<Però sappia che nella mia stirpe non è scritto il suo nome>>, Primo aveva capito.
Tony torna a Summit, mentre stanno per seppellire la salma inaspettatamente compare anche Primo che, dopo essere sfuggito a un altro tentativo di ucciderlo ordito da una fazione ostile degli alieni, pensa che sarà più al sicuro con Tony.
Gli umani, che inizialmente reagiscono male alla presenza dell'alieno, lo accolgono quando Tony dichiara che è associato alla sua "stirpe", poi aiutano Tony a neutralizzare un sicario che i nemici di Primo hanno inviato dall'astronave.
L'ambasciatore offre alla "stirpe" di Tony la possibilità di divenire parte dell'equipaggio dell'astronave e Tony pensa di accettare.
Il titolo non e una metafora: la bevanda di Summit si prepara macerando un pesce nell'alcool.